# Присцилла
Присцилла (фр. Priscilla [pʁisiˈlɑ], наст. имя: Préscilla Cynthia Samantha Betti, род. 2 августа 1989 года в Ницце) — французская певица и актриса. По состоянию на 2011 год, сменила сценический псевдоним на Присцилла Бетти.
Как певица, известна такими песнями, как «Quand je serai jeune», «Regarde-moi (teste-moi, déteste-moi)», «Toujours pas d'amour» и «Bric à brac». Как актриса, главной ролью Тины Равель во французском музыкальном телесериале «Chante !», выходившем в 2008—2011 гг. на канале France 2.

## Биография
В 2001 году, когда Присцилле было 11 лет, она участвовала в музыкальной передаче «Drôle de petits champions» на TF1. Её заметил американский музыкальный продюсер Патрик Деборт, и в том же году на Jive Records вышел первый сингл Присциллы «Quand je serai jeune» («Когда я буду молодой»).
Её первый альбом появился в 2002 году и, продавшись тиражом 90 тысяч экземпляров, был сертифицирован серебряным во Франции. В том же году она издала свой второй альбом Priscilla, первый сингл «Regarde-moi (teste-moi, déteste-moi)» с которого достиг 5 места во французских хит-парадах, а второй сингл «Tchouk tchouk musik» продался в количестве 140 тысяч экземпляров.
В 2003 году, когда ей было 13 лет, Присцилла стала самым молодым артистом, давшим сольный концерт в концертном зале «Олимпия» в Париже. Этот рекорд не побит по сей день.
В 2004 году Присцилла дебютировала в кино, в фильме Albert est méchant («Вредный Альбер»). Фильм вышел в январе.
Продажи первого сингла «Toujours pas d'amour» с третьего альбома 2004 года достигли 100 тысяч. И сингл, и альбом появились на прилавках магазинов в феврале.
В дальнейшем продажи пошли на убыль. Четвёртый альбом Bric à brac 2005 года ещё продался в количестве 50 тысяч экземпляров, хотя и едва-едва достиг этой цифры.
В 2006 году вышла песня «Mission Kim Possible», которую Присцилла записала для титров дублированного на французский язык американского мультипликационного сериала «Ким Пять-с-Плюсом».
К 2007 году, после четырёх альбомов, Присцилла прекратила сотрудничество со своим неизменным продюсером Патриком Дебортом. Пятый альбом, озаглавленный Casse comme du verre, появился в конце 2007 года и, если сравнивать с предыдущими работами, казалось,  вообще остался незамеченным широкой публикой.
С 2008 по 2011 годы Присцилла снималась в главной роли в музыкальном молодёжном сериале «Chante !» (с фр. — «Пой !») на телеканале France 2. После 4 сезонов (последний транслировался летом 2011 года) руководство телеканала решило, что пятого сезона не будет.
На 2013 год намечен выпуск её нового альбома.

## Дискография

### Студийные альбомы
- 2002 — Cette vie nouvelle
- 2002 — Priscilla
- 2004 — Une fille comme moi
- 2005 — Bric à brac
- 2007 — Casse comme du verre

### Саундтреки
- 2009 — Chante ! BO saison 2
- 2011 — Chante ! BO saison 4

### DVD
- 2003 — Priscilla en concert
- 2004 — Priscilla : Une fille comme moi

## Фильмография

### Кино
- 2004 — Albert est méchant — Chelsea Lechat

### Телевидение
- 2008—2011 — Chante ! (телесериал) — Tina Ravel
- 2008 — La grande Scooby Trouille 3 (мультфильм) — в роли себя самой
- 2011 — Autoroute Express (телесериал, сезон 3) — в роли себя самой

### Озвучивание
- 1999 — Annie (телефильм реж. Роба Маршалла, США) — голос Анни